# Lion de Chéronée

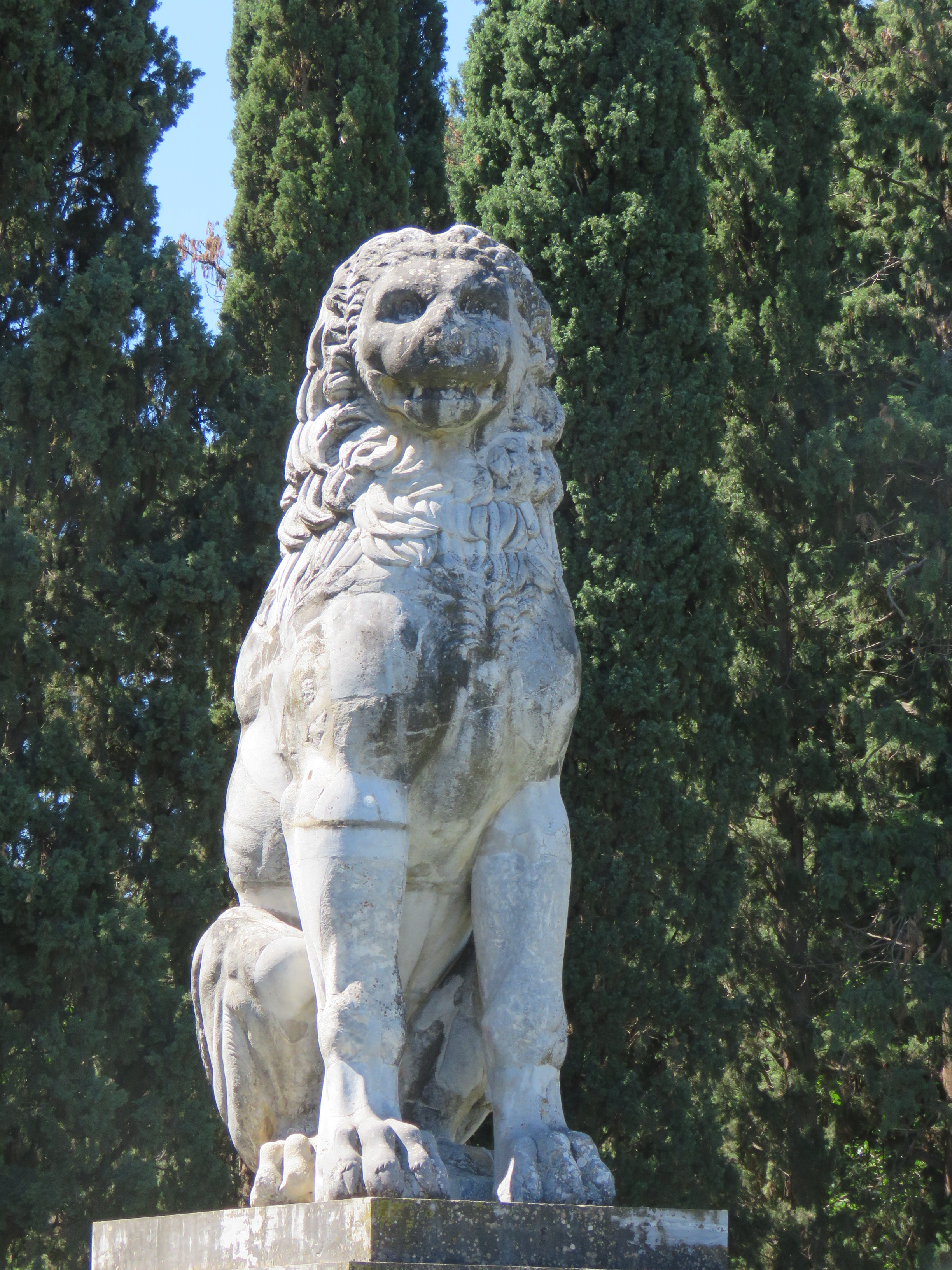
Le Lion de Chéronée.

Le Lion de Chéronée est un monument érigé à la périphérie de la ville de Chéronée, en Grèce, pour honorer les guerriers thébains tués lors de la bataille de Chéronée en 338 av. J.-C., combattant les armées de Philippe II de Macédoine.
Le Lion, qui date du IVe siècle av. J.-C., a peut-être été érigé juste après la bataille,. La tradition voudrait que la statue ait été érigée sur ordre de Philippe lui-même, touché par le courage des guerriers thébains, mais la véracité de cette histoire est débattue.

## Découverte

### Le monument du Lion

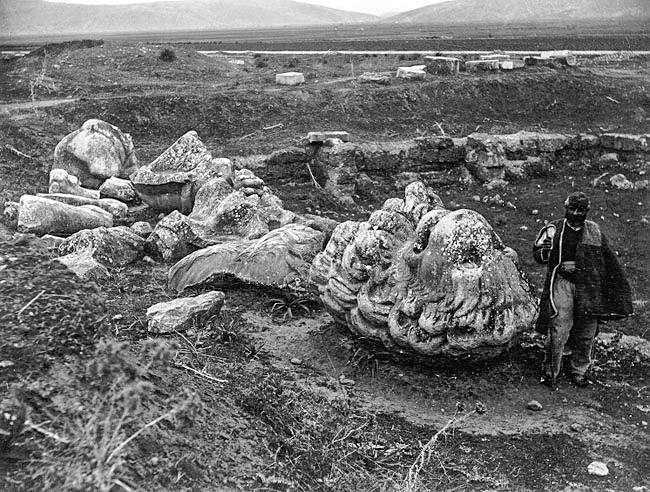
Le Lion, tel qu'il se présentait au XIXe siècle, lors de sa redécouverte.

Les vestiges du Lion ont été redécouverts le 3 juin 1818 par l'architecte anglais George Ledwell Taylor, accompagné de ses amis, les architectes John Sanders (en), William Purser et Edward Cresy (en), qui montaient à cheval vers les ruines de l'ancienne ville de Chéronée, utilisant comme guide la Description de la Grèce de Pausanias. En chemin, le cheval de Taylor trébucha sur un bloc de marbre. Examinant la pierre, Taylor remarqua qu'elle était sculptée et appela des villageois pour l'aider à la déterrer. La pierre s'est avérée être une grande tête de lion, avec d'autres parties de la statue autour d'elle, ainsi que les restes d'un piédestal. Le monument fut bientôt reconnu comme étant celui-là même que Pausanias disait avoir été érigé en ce lieu, mais qui, à son époque, était déjà enterré, et dont l'emplacement précis avait été perdu.
Taylor renonça à l'idée d'emporter les fragments avec lui en raison de leur volume important, et fit réenterrer le tout. De retour à Athènes, il avertit le consul britannique et d'autres autorités et demanda au bureau de l'Amirauté l'autorisation de charger les fragments pour Londres sur l'un des navires anglais, mais l'autorisation lui fut refusée. Peu de temps après, il mobilise la Société des Dilettantes, une association de savants, en quête d'une aide qui, elle non plus, ne sera pas obtenue. À peu près au même moment, la découverte a été annoncée dans la Literary Gazette. Puis, pendant la guerre d'indépendance grecque, les fragments furent à nouveau exposés et le piédestal subit de graves dommages.

### Le tumulus
En 1879, une nouvelle fouille révéla à côté du monument une chambre quadrangulaire, probablement une partie d'un tumulus antique disparu, où furent trouvés les ossements de 254 individus, disposés en rangées ordonnées. L'ensemble continua à être démantelé jusqu'à la fin du XIXe siècle,.

## Restauration

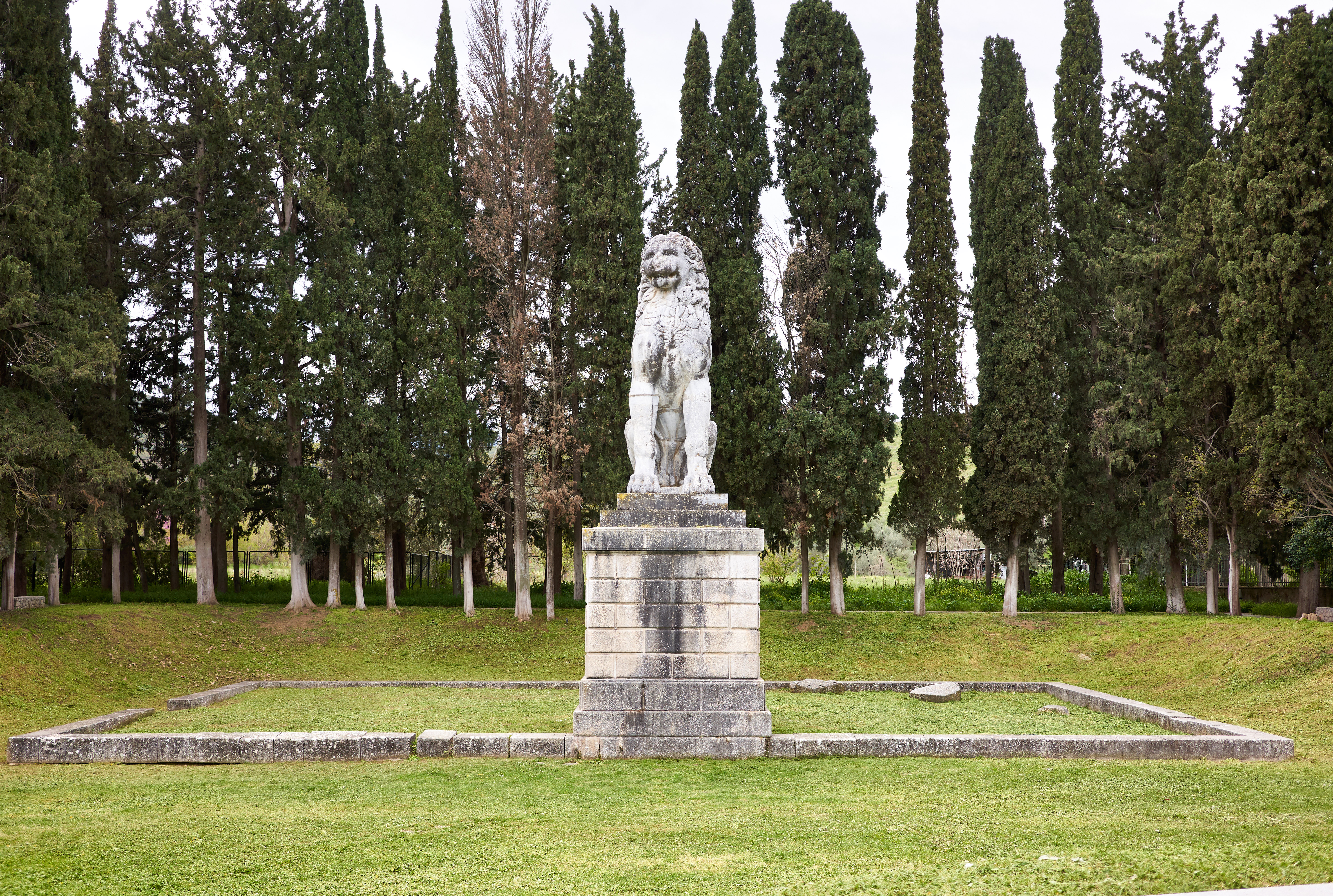
Le Lion de Chéronée restauré.

Enfin, en 1902, le gouvernement grec autorise la restauration, avec un financement de l'Ordre de Chéronée. Une nouvelle fouille révéla presque tous les fragments manquants et les résidus d'un bûcher funéraire. Un nouveau piédestal a été construit et la même année, le Lion restauré y a été installé.
La statue du Lion mesure 3,8 m de haut et le piédestal 3 m,. Le Lion a été sculpté dans du marbre de Béotie, en plusieurs parties, avec un intérieur creux. Il est généralement admis que les ossements retrouvés dans la chambre à côté du monument appartiennent aux guerriers du bataillon sacré de Thèbes,,. Une copie du monument a été installée sur la place Pythagore, à Samos.